# Westville, Lincolnshire
Westville var en civil parish från 1866 till 2005 då den blev en del av Frithville and Westville, i distriktet East Lindsey, i grevskapet Lincolnshire, i England. Civil parish var belägen 11 km från Boston och hade 55 invånare år 1971.